# Koundravy
Koundravy (Кундравы́) est un village de Russie situé dans le raïon de Tchebarkoul de l'oblast de Tcheliabinsk. C'est le centre administratif de la municipalité du même nom et le village natal du réalisateur Sergueï Guerassimov. Un petit musée lui y est consacré, inauguré en 2004 dans une partie du palais de la culture local. Le village se trouve au bord du lac de Koundravy. Il comptait 2 629 habitants en 2010.

## Géographie
Le relief de l'endroit est montagneux et recouvert de forêts, entre 434 et 484 mètres d'altitude. Le mont Ichich se trouve à 3 km à l'ouest (son sommet le plus élevé est à 553 m). La rivière Ouvelka coule au sud du village; les bords peuvent s'assécher au cours des étés chauds et à l'inverse elle peut déborder au printemps.
Koundravy est relié par la route aux différents villages environnants et se trouve à 22 km au sud de Tchebarkoul et à 96 km au sud-ouest de Tcheliabinsk.

## Histoire

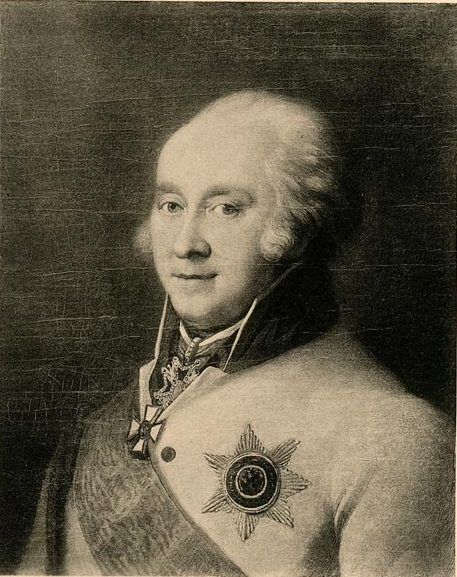
Le général Michelson.

Selon la carte de la province d'Isset, le village de Koundravy est fondé en 1736 au bord du lac Koundras (aujourd'hui lac de Koundravy). Son nom provient du prénom turc Koundras, répandu chez les Bachkirs. En 1751-1752, une sloboda russe est formée sur la vieille route reliant la taïga russe avec Khiva et Boukhara. Les premiers colons sont quarante-quatre paysans d'État de l'ouïezd de Chadrinsk du gouvernement de Perm. Le village est visité en 1754 par le gouverneur d'Orenbourg, Ivan Nepliouïev. Il est déjà recensé cette année-là 242 hommes (le nombre de femmes n'est pas connu) répartis en 80 foyers et le village possède une petite église de bois. Le nombre d'habitants du village continue de croître les années suivantes et d'autres paysans d'État s'y installent en provenance d'autres gouvernements (provinces),.
Au temps de la révolte de Pougatchev, une importante bataille a lieu autour du village, le 23 mai 1774, engageant 500 soldats de l'armée impériale commandés par le général Michelson contre 2 000 hommes de Pougatchev. Michelson remporte une victoire écrasante et les pougatchéviens perdent 600 hommes tué et 400 prisonniers. Pougatchev lui-même perd dans cette bataille son symbole du pouvoir impérial: un ordre sur un ruban bleu. En mémoire de cet événement, l'une des rues de Koundravy s'appelle rue Pougatchev.
En 1842, la sloboda de Koundravy reçoit le statut de stanitsa cosaque et tous ses habitants mâles sont enregistrés comme cosaques. Il y a à l'époque deux écoles, trois moulins et une église de pierre. On y  trouve aussi deux mines d'or qui sont déjà fermées avant 1917. Le village fait partie du gouvernement d'Orenbourg.
En 1905, l'écrivain Alexis Tolstoï visite la stanitsa de Koundravy, son personnage de Lopyguine est le héros et le prototype du chercheur d'or dans son récit La Pépite.
Pendant la Guerre civile russe, la stanitsya se range du côté des Blancs et forme des bataillons de volontaires combattant contre les Bolchéviques. Cependant le 20 juillet 1919, l'Armée rouge défait les Blancs. Une sépulture commune des soldats tués est visible au village sous un obélisque.
Dans les années 1920, la commune « Étoile d'orient » est formée à Koundravy avec une école et un orphelinat, des stations vétérinaires et une infirmerie, des lignes téléphoniques et télégraphiques sont posées. Dans les années 1929-1930, la dékoulakisation a déjà fait rage et les paysans sont enrôlés dans deux kolkhozes, Pakhar et Oural du Sud.
Le 25 mars 1943, le centre administratif du raïon de Miass est transféré à Koundravy. En 1959, le village dépend administrativement du raïon de Tchebarkoul.

## Population
| Année | Habitants    |
| ----- | ------------ |
| 1751  | 44           |
| 1754  | 242 (hommes) |
| 1763  | 415 (hommes) |
| 1873  | 2291         |

Recensements (*) ou estimations de la population
| 2002* | 2010* | - | - | - |
| ----- | ----- | - | - | - |
| 2 543 | 2 629 | - | - | - |